# Mas-Grenier
Mas-Grenier är en kommun i departementet Tarn-et-Garonne i regionen Occitanien i södra Frankrike. Kommunen ligger i kantonen Verdun-sur-Garonne som tillhör arrondissementet Montauban. År 2022 hade Mas-Grenier 1 303 invånare.

## Befolkningsutveckling
Antalet invånare i kommunen Mas-Grenier
| Referens: INSEE |